# Yanshi
Yanshi (chinois : 偃师市 ; pinyin : Yǎnshī shì) est une ville-district de la province du Henan en Chine, sur les contreforts du mont Song. C'est une ville-district placée sous la juridiction administrative de la ville-préfecture de Luoyang. C'est un lieu important de l'archéologie chinoise avec la culture d'Erlitou et des vestiges de l'État de Hua.

## histoire
Des fouilles entreprises surtout dans les années 1980 en ont fait un site archéologique de première importance. Cette culture aurait fleuri après la chute de la culture d'Erlitou (entre 1605 et 1365 avant l'ère commune), et aurait produit, avec de belles poteries et des objets de jade, parmi les premiers bronzes chinois, actuellement encore attribués à la dynastie mythique Xia dans les musées de Chine.
Les vestiges de la vieille ville de l'état de Hua (zh) (春秋滑国故城遗址), datant d'État de Hua, pendant la Période des Printemps et Automnes sont situées dans le village de Huachenghe (滑城河村), dans le Bourg de Fudian (府店镇).

## Démographie
La population du district était de 806 738 habitants en 1999.